# Party Wagon
Pour plus de détails, voir Fiche technique et Distribution.
Party Wagon est un téléfilm d'animation américain réalisé par Craig Bartlett et Tuck Tucker, sorti en 2004.

## Fiche technique
Sauf indication contraire, les informations mentionnées dans cette section peuvent être confirmées par les bases de données cinématographiques IMDb et Allociné,  présentes dans la section « Liens externes ».
- Titre original : Party Wagon
- Réalisation : Craig Bartlett et Tuck Tucker
- Scénario : Craig Bartlett
- Musique : Jim Lang
- Direction artistique :
- Décors :
- Costumes :
- Photographie :
- Son : Eric Freeman
- Montage : Bobby Gibis et Christopher Hink
- Production : 
  - Production déléguée : Craig Bartlett
  - Production exécutive : Vincent Aniceto et Victoria McCollum
  - Coordination de production : Nancy Goree, Suzie Vlcek et Alex Manugian
- Sociétés de production : Cartoon Network et Snee-Oosh Productions
- Sociétés de distribution : Cartoon Network et Warner Bros. Television Studios
- Pays de production :  États-Unis
- Langue originale : anglais
- Genre : Animation
- Durée : 70 minutes
- Date de diffusion :
  - États-Unis : 27 février 2004

## Distribution
Sauf indication contraire, les informations mentionnées dans cette section peuvent être confirmées par les bases de données cinématographiques IMDb et Allociné,  présentes dans la section « Liens externes ».
- Sean Astin : Randall P. McDuff et Josiah
- Pamela Hayden : Sublimity Jill et la fille
- Scott Lawrence : Lewis Clark Jefferson
- Maurice LaMarche : Bumpy Snits
- Carolyn Lawrence : Ornery Sue, une fille et la femme du conducteur de wagon
- Craig Bartlett : Romeo Jones
- Andrea Bowen : Billie Bartley
- Josh Hutcherson : Toad E. Bartley
- Dan Conroy : le conducteur du wagon
- Danny Mann : Three-Eyed Jack et Wall-Eyed Tom
- Christie Insley : une fille
- Dan Castellaneta : Wild Bill Hickok